# Brems-Schalthebel

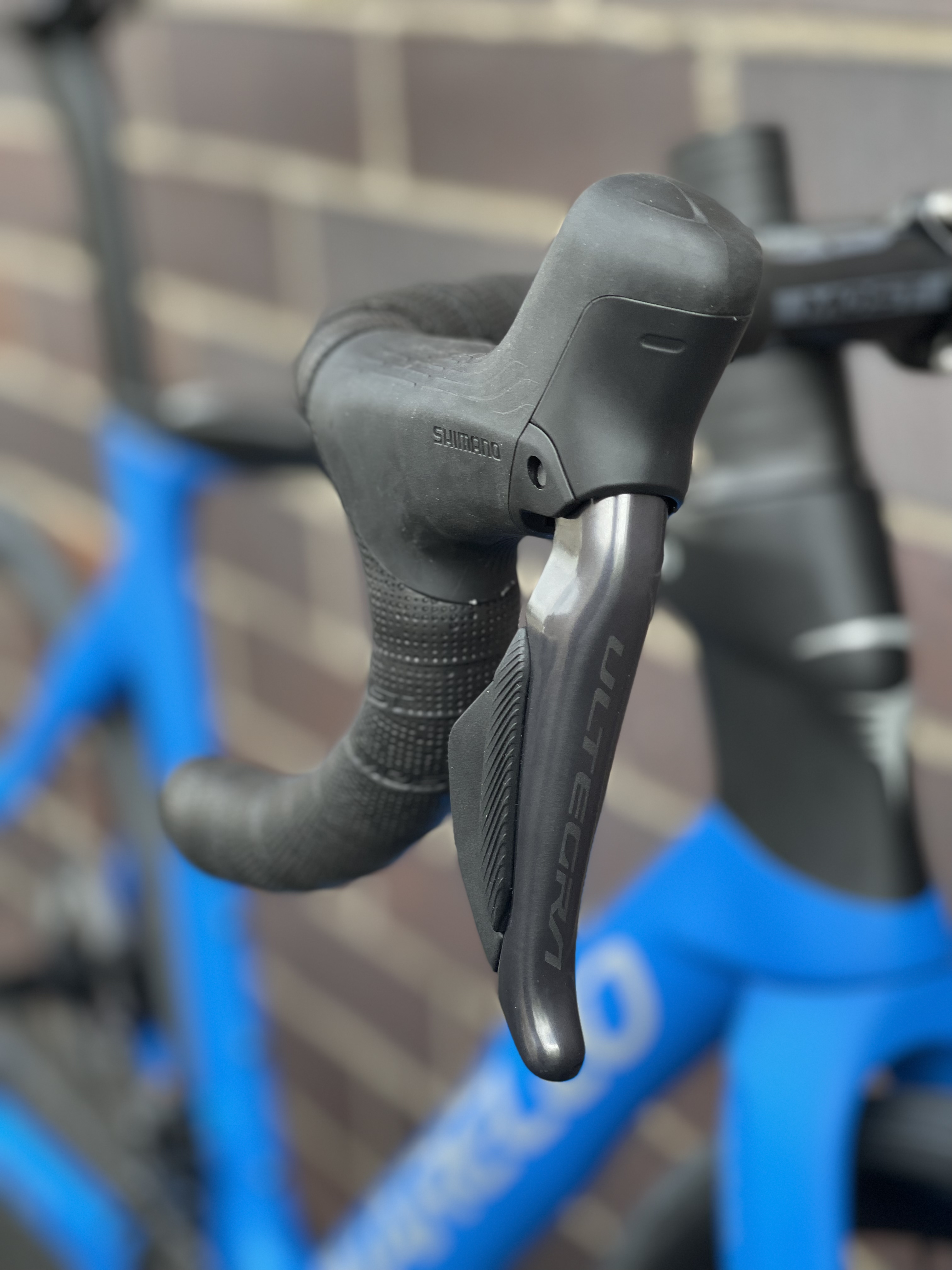
Kombinierter Brems-Schalthebel an einem Rennrad (2022)

Ein Brems-Schalthebel ist eine Fahrradkomponente, bei der Schalthebel und Bremshebel in einer Griffeinheit integriert sind. Damit ist es möglich zu schalten, ohne die Hand von der Fahrposition an der Bremse zu lösen. 

## Entwicklung
Der deutsche Fahrradkonstrukteur Christian Smolik entwickelte die ersten Bremshebel für Rennräder mit integriertem Schrittschalthebel, die er 1981 zum Patent anmeldete und dem deutschen Traditionshersteller Sachs ohne Erfolg zur Vermarktung anbot. Nachdem Smolik das Patent aus Kostengründen fallengelassen hatte, brachte der japanische Hersteller Shimano 1989 mit dem Modell Shimano Total Integration (STI) die ersten Brems-Schalthebel auf den Markt. Heute stellen alle namhaften Fahrradhersteller Brems-Schalthebel her und sie gehören zur Standardausrüstung moderner Rennräder, Cyclocrossräder und Gravelbikes. Mit Einführung hydraulischer Scheibenbremsen bei Cyclocross- und Rennrädern begannen die Hersteller auch den Öldruckkolben in die Hebel zu bauen.
Neuere Brems-Schalthebel dienen als Kontrolleinheit von elektronischen Fahrradkettenschaltungen.

### Mountainbike
2003 stellte Shimano die Mountainbikegruppe Deore XT mit Dual Control vor, bei der der Brems-Schalthebel wie bei Mountainbikes üblich horizontal ausgerichtet war. Um die Gangschaltung zu betätigen, musste man den Hebel nach oben ziehen bzw. nach unten drücken. Das System konnte sich aufgrund hoher Ersatzteilkosten und schlechterer Brems- und Schaltkontrolle nicht durchsetzen.
Davon abzugrenzen sind kombinierte Gehäuse, bei denen Schalt- und Bremshebel mechanisch unabhängig voneinander arbeiten. Durch die Integration können die Hebel platzsparender und mit nur einer Schelle montiert werden. Es gibt Varianten für mechanische und hydraulische Bremsen. 

## Systeme unterschiedlicher Hersteller

### Shimano

Schematische Darstellung eines Shimano-STI-Systems. Wird der große Hebel (1) in Richtung A bewegt, wird die Bremse betätigt. Wird er nach innen (Richtung B) bewegt wird die Kette auf ein größeres Kettenblatt/Ritzel geschaltet. Wird nur der kleine Hebel (2) nach innen bewegt (Richtung C) wird die Kette auf ein kleineres Kettenblatt/Ritzel geschaltet.

Shimano führte ab 1990 bei der Dura–Ace-Gruppe das Shimano Total Integration (STI) genannte System auf dem Markt ein. In den folgenden Jahren wurde das Angebot auf die anderen Rennradgruppen wie 600 Ultegra und Shimano 105er ausgeweitet.
Shimano konstruierte die Hebel so, dass der Bremszug wie gewohnt am Lenker verlegt ist und der Schaltzug horizontal auf der Seite heraustritt. Durch drücken des Bremshebels nach innen wird auf größere Ritzel oder ein größeres Kettenblatt geschaltet, durch einen Hebel hinter dem Bremshebel auf kleinere Ritzel und Kettenblätter.
Ab Ende der 2000er Jahre werden die Schaltzüge bei der Überarbeitung der Gruppen wie beim Konkurrenten Campagnolo nicht seitlich ausgeführt, sondern wie die Bremszüge entlang des Lenkers.
Mit der „Dual Control Lever“ genannten Technik übernahm Shimano Standards aus seiner MTB-Technik für seine Rennradgruppen. Sie soll es ermöglichen vorn wie hinten mit nur einem Finger zu schalten.

### Campagnolo
Campagnolo führte bald nach Shimano Brems-Schalthebel ein. Die Firma entwickelte eine Technik, bei der Brems- und Schalthebel getrennt sind. Über einen Hebel hinter dem Bremshebel wird auf größere Ritzel, mit einem weiteren kleinen Hebel an der Innenseite der Griffkörper wird auf kleinere Ritzel geschaltet. Campagnolo verlegt sowohl Brems- wie Schaltzüge am Lenker, was ein Verheddern der Bowdenzüge verhindert und einen „aufgeräumten“ optischen Eindruck macht.

### SRAM
Die Firma SRAM verwendet Schalt-Bremshebel in seinen Rennradgruppen Red, Force, Rival und Apex. Bei der „DoubleTap“ genannten Technologie gibt es nur einen Schalthebel pro Seite hinter dem Bremshebel. Mit einer kurzen Hebelbewegung wird hier auf ein größeres Ritzel, durch längere Hebelbewegung auf kleinere Ritzel geschaltet.